# The Fix (Scarface)
The Fix è il settimo album in studio del rapper statunitense Scarface, pubblicato nel 2002.

## Tracce
1. The Fix (Intro) – 0:57
2. Safe – 3:56
3. In Cold Blood – 3:21
4. Guess Who's Back (featuring Jay-Z & Beanie Sigel) – 4:15
5. My Block – 3:34
6. Keep Me Down – 3:32
7. What Can I Do? (featuring Kelly Price) – 4:06
8. In Between Us (featuring Nas) – 4:58
9. Someday (featuring Faith Evans) – 6:00
10. Sellout – 4:10
11. Heaven (featuring Kelly Price) – 3:14
12. I Ain't the One (featuring WC) – 4:11
13. Fixed (Outro) – 1:02